# Epipleoneura janirae
Epipleoneura janirae – gatunek ważki z rodziny łątkowatych (Coenagrionidae). Znany tylko z trzech okazów odłowionych w 1957 roku w stanie Pará w północnej Brazylii.